# Мали на Светском првенству у атлетици у дворани 2012.
Мали је осми пут учествовао на Светском првенству у атлетици у дворани 2012. одржаном у Истанбулу од 9. до 11. марта. Репрезентацију Малија представљао је један такмичар, који је наступио у трци 800 метара.
Мали није освојио ниједну медаљу али је њихов такмичар оборио национални рекорд.

## Учесници
Мушкарци:
- Муса Камара — 800 м

## Резултати

### Мушкарци
| Атлетичар   | Дисциплина | Лични рекорд | Квалификације | Квалификације | Полуфинале           | Полуфинале           | Финале               | Финале  | Детаљи |
| Атлетичар   | Дисциплина | Лични рекорд | Резултат      | Место         | Резултат             | Место                | Резултат             | Место   | Детаљи |
| ----------- | ---------- | ------------ | ------------- | ------------- | -------------------- | -------------------- | -------------------- | ------- | ------ |
| Муса Камара | 800 м      | 1:55,84      | 1:52,62 НР    | 4. у гр. 3    | Није се квалификовао | Није се квалификовао | Није се квалификовао | 19 / 32 |        |